# Regra de Taylor

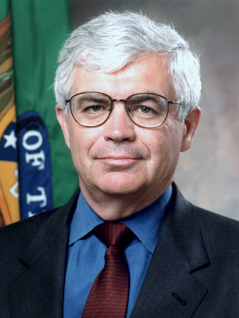
John B. Taylor trouxe a público a regra que leva seu nome em 1993.

A Regra de Taylor é uma regra de política macroeconômica enunciada por John B. Taylor em 1993. Trata-se de uma determinação exógena da taxa de juros. O princípio é de que existe uma fórmula econométrica simples que permite uma aproximação à taxa de juros básica adotada pelo Banco Central — em particular, a taxa de juros nominal deve variar mais que proporcionalmente à variação da inflação. A fórmula descrita por Taylor em seu paper é notavelmente próxima ao comportamento efetivo da taxa de juros dos federal funds observado nos Estados Unidos da América nos anos 80. Ela pode ser expressa na forma:
{\displaystyle r-r^{*}=a_{\pi }\cdot (\pi -\pi ^{*})+a_{y}\cdot (Y-Y^{*})}
Onde:
- {\displaystyle r}: taxa de juros real estimada por Taylor.
- {\displaystyle r^{*}}: taxa de juros real de equilíbrio.
- {\displaystyle \pi }: taxa de inflação anual observada.
- {\displaystyle \pi ^{*}}: meta de inflação do Banco Central
- {\displaystyle Y}: produto interno bruto (PIB).
- {\displaystyle Y^{*}}: PIB de pleno emprego dos fatores de produção.
- {\displaystyle Y-Y^{*}} pode ser definida como o "hiato do produto".
- {\displaystyle a_{\pi }} coeficiente de sensibilidade à variação da inflação.
- {\displaystyle a_{Y}} coeficiente de sensibilidade à variação do produto.[3]

Taylor estimou valores de 0,5 para *{\displaystyle a_{\pi }} e *{\displaystyle a_{y}} se certas condições macroeconômicas fossem satisfeitas, e verificou que essa estimativa era bastante próxima à taxa de juros praticada pelo Fed. A recomendação de política que advém dessa regra ficou conhecida como o princípio de Taylor.
A regra de Taylor emergiu no contexto de pesquisas do Novo Consenso macroeconômico, nos anos 1980 e 1990. A regra calcula a taxa de juro básica de equilíbrio com base nas condições econômicas do país.

Com base em estudos empíricos, a regra de Taylor advoga que o Banco Central deve elevar a taxa de juros num percentual maior do que o aumento da inflação. Caso contrário, a autoridade monetária não será capaz de fazer a inflação convergir para a meta.